# Riccardo Adami
Riccardo Adami (Brescia; 27 de noviembre de 1973) es un ingeniero italiano que trabaja para la Scuderia Ferrari, donde es ingeniero de carrera del siete veces campeón Lewis Hamilton. Anteriormente fue el ingeniero de carrera del cuatro veces campeón mundial Sebastian Vettel y de Carlos Sainz Jr., durante sus cuatro años de estancia en Maranello.

## Carrera
Adami obtuvo un diploma en el área de chasis en la Universidad de Brescia en 2001 y trabajó para Minardi desde 2002. Trabajó en varios puestos a lo largo de los años antes de ser finalmente ascendido a ingeniero de carrera en 2005.
Adami permaneció con el equipo después de que el equipo fuera adquirido por el fabricante austriaco de bebidas energéticas Red Bull y rebautizado como Scuderia Toro Rosso a fines de 2005. Durante sus años trabajando en el equipo italiano, hizo carreras de ingeniería para varios pilotos, incluidos Vitantonio Liuzzi, Sebastian Vettel, Sébastien Buemi y Daniel Ricciardo.
En 2015, Adami dejó Toro Rosso y se trasladó a la Scuderia Ferrari, donde volvió a trabajar como ingeniero de carrera de Vettel. Desde 2021, es el ingeniero de carrera de Carlos Sainz Jr..
En 2025, con la salida de Carlos Sainz Jr. y la llegada del siete veces campeón Lewis Hamilton, Adami pasó a ser el ingerniero de pista de Lewis Hamilton.